# Ореус, Михаил Фёдорович
Михаил Фёдорович Ореус (1843—1919, Петроград) — генерал от артиллерии, командир гвардейской конной артиллерии и Гренадерского корпуса, член Александровского комитета о раненых.

## Биография
Родился 2 (14) мая 1843 года, вероисповедания лютеранского, сын директора Полоцкого кадетского корпуса, впоследствии члена совета и инспектора военно-учебных заведений генерала от инфантерии в отставке (1862), Фёдора Максимовича Ореуса.
Образование получил в Пажеском корпусе, по окончании которого 16 июня 1861 года из камер-пажей был произведён в прапорщики лейб-гвардии Конно-гренадерского полка с прикомандированием к Михайловской артиллерийской академии. По завершении курса в академии по 1-му разряду был прикомандирован к гвардейской Конной артиллерии и в 1864 году переведён в батарею великого князя Михаила Михайловича (впоследствии переименованную в 4-ю батарею лейб-гвардии Конно-артиллерийской бригады). В подпоручики Ореус был произведён 27 марта 1866 года, в поручики 30 августа 1867 года; 30 августа 1870 года получил чин штабс-капитана.
В 1871 году Ореус был назначен для особых поручений при Главнокомандующем Кавказской армиею великом князе Михаиле Николаевиче; в 1872 году награждён орденом св. Анны 3-й степени.
В 1873 году состоял в Красноводском отряде и участвовал в движении отряда через Каракумы в сторону Хивы до колодцев Орта-Кую и обратно, причём по выступлении из Чекишляра Ореус принимал участие в стычках с туркменами-иомудами. 12 марта 1874 года за боевое отличие произведён в капитаны.
11 июня 1875 года Ореус был назначен командиром 1-й батареи 5-й конно-артиллерийской бригады (впоследствии при переформировании конной артиллерии обращённой в 16-ю конно-артиллерийскую батарею), с переименованием в подполковники; в этом же году награждён орденом св. Станислава 2-й степени.

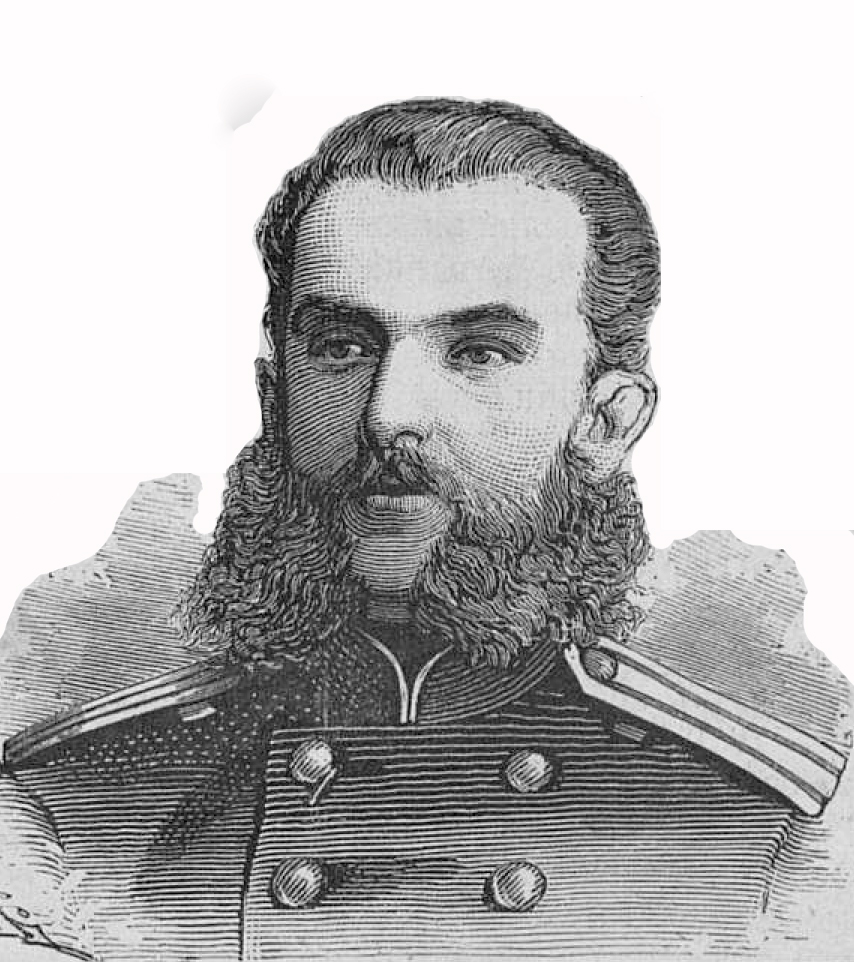
Полковник М. Ф. Ореус, 1878 г.

В начале кампании 1877—1878 годов против турок, 16-я конная батарея вошла в состав передового отряда генерал-адъютанта Гурко; за отличие при взятии Тырнова Ореус 4 августа награждён золотой саблей с надписью «За храбрость».
Затем он принимал участие в делах под Уфлани (4 июля) и Казанлыком и при взятии турецкого лагеря под этим городом (5 июля); 18 июля Ореус находился в деле между Эски-Загрой и Ени-Загрой (Стара-Загора и Нова-Загора), a 19 июля, под личным начальством генерала Гурко, участвовал в сражении под Джуранли, где русские войска имели перед собой большую часть армии Сулеймана-паши. Лихие действия и меткий огонь батареи Ореуса много содействовали успеху, и за отличие он 5 октября был награждён орденом св. Георгия 4-й степени.
В воздаяние за отличие, оказанное в делах против Турок: 17, 18 и 19 Июля 1877 года, при Ени-Загре и Джуранли.
По возвращении из-за Балкан, 16-я конно-артиллерийская батарея поступила в состав отряда князя Карла Румынского. Здесь Ореус участвовал в делах у Дольнего Дубняка (27 августа), Дольнего Нетрополя (28 августа) и Горного Дубняка (10 сентября), причём за отличие награждён орденом св. Владимира 4-й степени с мечами и бантом.
При движении Западного отряда генерал-адъютанта Гурко Ореус участвовал в деле под Этрополем (11 ноября) и в артиллерийском бою у Шандорника (19 декабря) и наконец в трёхдневном бою (3—5 января 1878 года) под Филиппополем.
28 апреля 1878 года Ореус был произведён в полковники и назначен командиром 3-й батареи гвардейской Конно-артиллерийской бригады; 18 августа этого же года назначен флигель-адъютантом. В 1879 году награждён орденом св. Анны 2-й степени с мечами и прусским орденом Красного орла 2-й степени и удостоился получить изъявление монаршего благоволения. В 1881 году Ореус был награждён орденом св. Владимира 3-й степени.
1 июля 1883 года Ореус был назначен командующим лейб-гвардии Уланским Его Величества полком и пожалован итальянским командорским крестом ордена Маврикия и Лазаря. 24 апреля 1888 года произведён в генерал-майоры, с утверждением в должности. 8 апреля 1889 года назначен командиром гвардейской Конно-артиллерийской бригады и в 1891 году награждён орденом св. Станислава 1-й степени, в этом же году получил прусский орден Короны 2-й степени со звездой; в 1894 году пожалован орденом св. Анны 1-й степени.
3 января 1896 года Ореус был назначен начальником артиллерии Гренадерского корпуса и 14 мая того же года получил чин генерал-лейтенанта, с 13 января 1903 года возглавлял 16-й армейский корпус, 19 июня следующего года получил в командование Гренадерский корпус.
С 15 марта 1906 года состоял по Военному министерству и 6 декабря произведён в генералы от артиллерии, с 23 марта 1906 по 1917 год был членом Александровского комитета о раненых, также с 7 июля 1915 года был попечителем Чесменского инвалидного дома.
Скончался 23 января 1919 года в Петрограде.
Среди прочих наград Ореус имел ордена св. Владимира 2-й степени (6 декабря 1899 года), Белого Орла (1904 год), св. Александра Невского (6 декабря 1909 года, алмазные знаки к этому ордену пожалованы 16 июня 1911 года).
Его дядя Иван Максимович Ореус был товарищем министра финансов, сенатором и действительным тайным советником, двоюродные братья — Иван (генерал от инфантерии, военный писатель) и Николай (генерал-майор, начальник Военно-учёного архива).
Жена — Антонина Ивановна Ореус (1844 — 7 января 1919, Петроград).